# Qualistage
O Qualistage é uma casa de espetáculos da cidade do Rio de Janeiro, Brasil. Localiza-se na Barra da Tijuca, e é uma das maiores casas de espetáculos da América do Sul.
Inaugurada em setembro de 1994 com o nome Metropolitan, no Via Parque Shopping, foi denominada ATL Hall a partir do fim de 2000, com a compra dos naming rights pela companhia telefônica Algar Telecom Leste (ATL). Quando a companhia foi fundida pela Claro, em outubro de 2003, a casa assumiu o nome Claro Hall, utilizado até março de 2007, com a venda dos naming-rights para o banco Citibank, que rebatizou a casa com o nome Citibank Hall. Com o fim da parceria, em 2015, a casa voltou a se chamar Metropolitan. Em 2017, após a compra dos direitos pela Ipiranga, a casa passa a se chamar Km de Vantagens Hall, como referência a seu programa de fidelidade. Em 2021, o espaço foi novamente rebatizado, dessa vez com o nome Qualistage, devido à parceria com a administradora de planos de saúde Qualicorp.
A casa possui capacidade total para até 8.500 pessoas. O palco ocupa 500 metros quadrados, com o pé-direito de 20 metros, permitindo adaptações a eventos específicos.